# Othrys

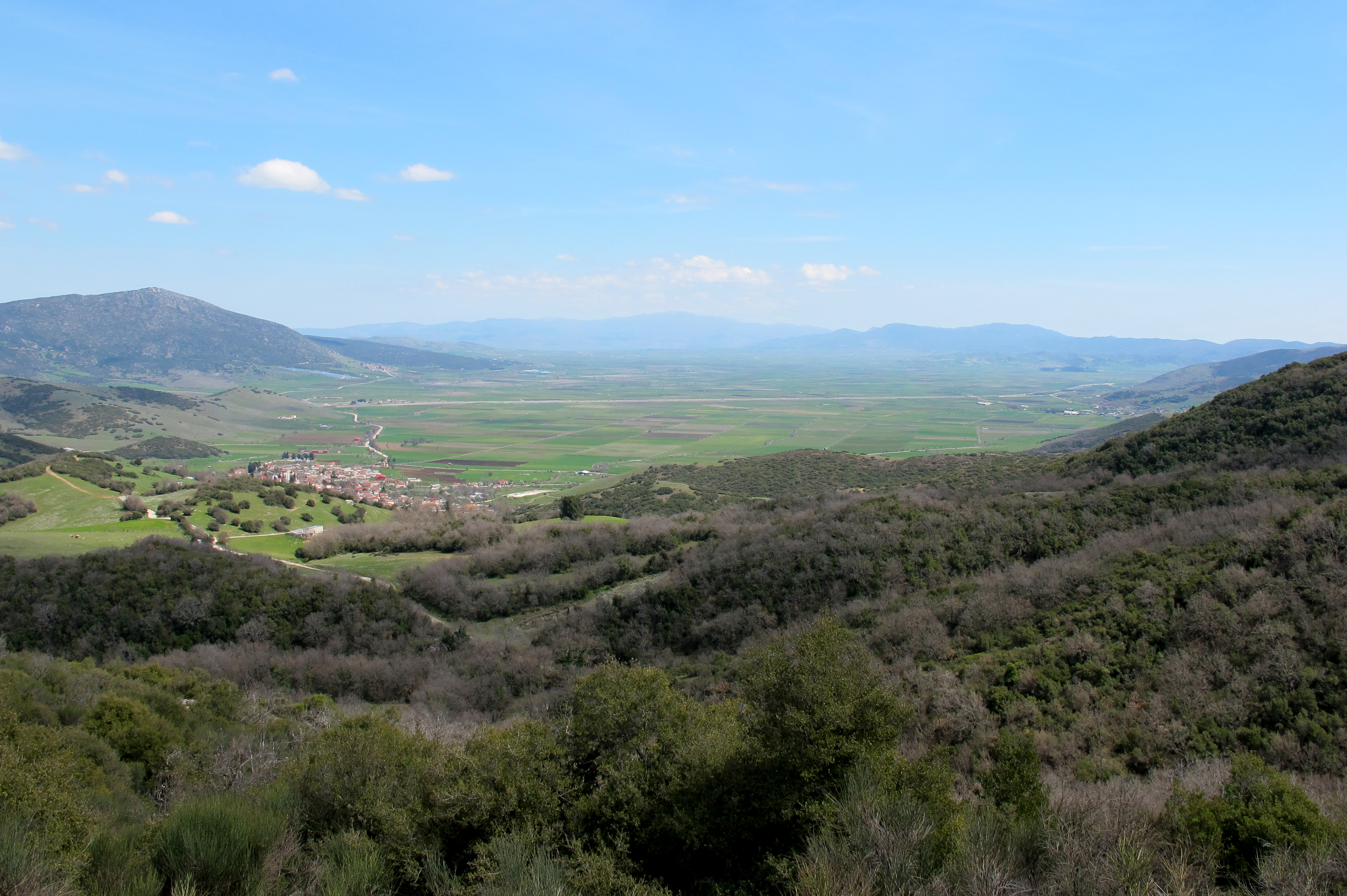
Othrys

Die Othrys (griechisch Όθρυς (f. sg.)) oder das Othrysgebirge ist ein Gebirge in Griechenland, südlich der thessalischen Ebene.
Die Othrys erstreckt sich als Rücken über rund 30 Kilometer Länge von West nach Ost auf der Grenze zwischen den griechischen Regionen Thessalien und Mittelgriechenland. Die höchste Erhebung ist mit 1726 m der Othrys oder Gerakovouni (Γερακοβούνι). Nördlich, auf thessalischer Seite, grenzt das Bergmassiv des Gouras, das auf 1454 m ansteigt.
In der griechischen Mythologie war die Othrys ein Schauplatz der Titanenkämpfe, der im Norden der thessalischen Ebene liegt. Vom Othrys aus rangen die Titanen gegen die Kroniden, welche sich auf dem Olymp verschanzt hatten. Ebenfalls sind dort Zeus’ fünf ältere Geschwister geboren: Hera, Hades, Poseidon, Demeter und Hestia.